# Carola Zirzow
Carola Zirzow (Prenzlau, Brandemburgo, 15 de setembro de 1954) é uma velocista alemã na modalidade de canoagem.

## Carreira
Foi vencedora da medalha de Ouro em K-1 500 m e da medalha de Bronze em K-2 500 m em Montreal 1976.